# Neusäß
Neusäß – miasto w Niemczech, w kraju związkowym Bawaria, w rejencji Szwabia, w regionie Augsburg, w powiecie Augsburg. Leży przy granicy z Parkiem Natury Augsburg – Westliche Wälder, około 5 km na zachód od Augsburga, nad rzeką Schmutter, przy autostradzie A8 i linii kolejowej Ulm-Augsburg.

## Dzielnice
W skład miasta wchodzą następujące dzielnice:
- Alt-Neusäß
- Hainhofen
- Hammel
- Westheim
- Schlipsheim
- Täfertingen
- Ottmarshausen
- Steppach

## Polityka
Burmistrzem miasta jest Hansjörg Durz z CSU, poprzednio urząd ten obejmował Manfred Nozar, rada miasta składa się z 30 osób.
|      | CSU | SPD | FWV | Zieloni | FDP | Razem |
| 2008 | 16  | 5   | 4   | 4       | 1   | 30    |
| 2002 | 18  | 6   | 3   | 3       | -   | 30    |

## Współpraca
Miejscowości partnerskie:
- Bracciano, Włochy
- Cusset, Francja
- Eksjö, Szwecja
- Markkleeberg, Saksonia